# Limenitis rileyi
Limenitis rileyi är en fjärilsart som beskrevs av Robert Christopher Tytler 1940. Limenitis rileyi ingår i släktet Limenitis och familjen praktfjärilar. Inga underarter finns listade i Catalogue of Life.